# سابين كلاشكا
سابين كلاشكا (بالألمانية: Sabine Klaschka)‏ مواليد 8 أغسطس 1980 في ميونخ، ألمانيا الغربية، هي لاعبة كرة مضرب ألمانية سابقة بدأت مسيرتها كمحترفة سنة 1999 وكانت تلعب باليد اليمنى، اعتزلت اللعب في 2015. أعلى تصنيف لها في الفردي كان المركز الـ 133 في سنة 2005.

## روابط خارجية
- سابين كلاشكا على موقع رابطة محترفات التنس (الإنجليزية)
- سابين كلاشكا على موقع الاتحاد الدولي لكرة المضرب (الإنجليزية)
- سابين كلاشكا على موقع إي إس بي إن.كوم (الإنجليزية)